# Rodrigo Sorogoyen
Rodrigo Sorogoyen est un réalisateur, scénariste et producteur espagnol né le 16 septembre 1981 à Madrid.

## Biographie
Il est le petit-fils du réalisateur Antonio del Amo. Après des études d'histoire à l'université Complutense de Madrid, il poursuit un cursus cinéma au sein de la filière scénario de l'École de Cinéma et de l'Audiovisuel de la Communauté de Madrid (ECAM).
À la suite de la coréalisation de son premier long métrage, il tourne essentiellement à la télévision en réalisant de nombreux épisodes de séries avant de revenir au cinéma avec le film Stockholm en débutant une collaboration avec la scénariste Isabel Peña avec laquelle il ne va cesser de travailler sur ses films suivants.
Que Dios nos perdone le propulse dans la reconnaissance internationale avec une sélection au Festival de Saint-Sébastien. Il obtient avec El reino plusieurs Goyas (l'équivalent des Césars en Espagne) et une sélection au Festival de Toronto, tandis que Madre est sélectionné à la Mostra de Venise. Son dernier film, As bestas, en sélection officielle au Festival de Cannes dans la section non compétitive Cannes Première, est pour de nombreux journalistes l'un des meilleurs films cannois de l'année 2022 toutes sections confondues et le meilleur film du réalisateur, maître dans l'art de la mise en scène du thriller,.

### Festivals
En 2024, il devait présider le jury de la 63e Semaine de la critique lors de la 77e édition du Festival de Cannes, mais se retire pour des raisons personnelles peu avant le début du festival. L'année suivante, il accepte la présidence de la 64e Semaine de la critique.

## Filmographie

### Longs métrages
- 2008 : 8 citas (es) coréalisé avec Peris Romano
- 2013 : Stockholm
- 2016 : Que Dios nos perdone
- 2018 : El reino
- 2019 : Madre
- 2022 : As bestas

### Courts métrages
- 2017 : El Iluso
- 2017 : Madre

### Séries télévisées
- 2008-2010 : Impares (43 épisodes)
- 2010-2011 : La pecera de Eva (221 épisodes)
- 2010-2011 : Impares Premium (10 épisodes)
- 2011 : Vida loca (6 épisodes)
- 2012-2013 : Frágiles (13 épisodes)
- 2015 : Rabia (1 épisode)
- 2020 : Antidisturbios (6 épisodes)

## Distinctions
- Círculo de Escritores Cinematográficos : médaille du meilleur nouveau réalisateur pour Stockholm
- Festival international du film de Saint-Sébastien 2016 : prix du meilleur scénario avec Isabel Peña pour Que Dios nos perdone
- Prix Feroz 2019 : meilleur film dramatique, meilleur réalisateur et meilleur scénario Isabel Peña pour El reino[7],[8]
- Goyas 2019 : Goya du meilleur réalisateur et Goya du meilleur scénario original avec Isabel Peña El reino[9],[10]
- Goyas 2023 : Goya du meilleur film, du meilleur réalisateur et du meilleur scénario original avec Isabel Peña pour As bestas[11]
- Césars 2023 : César du meilleur film étranger pour As bestas